# Suzhou Olympic Sports Centre Stadium
Das Suzhou Olympic Sports Centre Stadium ist ein Fußballstadion mit Leichtathletikanlage in der chinesischen Stadt Suzhou in der Provinz Jiangsu. Es wurde am 13. Oktober 2018 mit einem Länderspiel zwischen China und Indien eröffnet.

## Bau
Das Gelände, auf dem das Stadion heute steht, wurde noch bis ins 21. Jahrhundert hinein als Farmland genutzt. In Zusammenarbeit der Stadt Suzhou mit der Regierung von Singapur wurde dann der sogenannte Suzhou Industrial Park erschaffen. Die Bauzeit des Stadions zog sich vom 29. September 2013 bis zum 1. September 2018 und das Stadion wurde vom deutschen Architekturbüro Gerkan, Marg und Partner entworfen. Im Laufe des Jahres 2018 wurde der Rest des größeren Geländes fertiggestellt und bietet Platz für 1,2 Mio. Einwohner.
Der Bau erstreckt sich von Nord nach Süd über 250 Meter und hat seinen höchsten Punkt bei 52 Meter über dem Boden. Insgesamt bietet er Platz für über 40.000 Zuschauer. Neben der Rasenfläche für Fußballspiele gibt es auch eine Laufbahn um das Spielfeld für Leichtathletik, wodurch die Zuschauerreihen relativ weit weg vom Spielfeld sind.

## Einrichtungen
Nebst dem großen Stadion gibt es gegenüber von diesem noch eine große Halle für Indoor-Sportarten (13.000 Plätze mit einer Höhe von 42 m) sowie eine ebenfalls große Schwimmhalle (3.000 Plätze und eine Höhe von 32 m). Daneben gibt es noch auf knapp 0,5 km² (20 % davon sind unterirdisch) einen großen Bürokomplex, ein Einkaufszentrum, ein Hotel, ein Kasino und weitere kleinere Sportanlagen.

## Nutzer
Zur Eröffnung des Stadions fand am 13. Oktober 2018 ein Spiel zwischen der chinesischen und der indischen Fußballnationalmannschaft statt. Das Spiel endete mit einem Ergebnis von 0:0. Während der Qualifikation für die Weltmeisterschaft 2022 bestritt die chinesische Nationalmannschaft hier im Mai 2021 noch ein weiteres Länderspiel gegen Guam.
Ansonsten nutzt der in der zweitklassigen China League One spielende Klub Suzhou Dongwu FC dieses Stadion als Heimspielstätte.

## Infrastruktur
Das Stadion kann über zwei in der Nähe liegenden LRV-Stationen erreicht werden, welche auch weitere Orte des gesamten Geländes erreichbar machen.